# Vincenzo Bendinelli
Vincenzo Bendinelli (Toscolano Maderno, 20 luglio 1931 – Cologno Monzese, 30 luglio 1997) è stato un pittore e poeta italiano.

## Biografia
Trasferitosi da giovanissimo a Milano iniziò a lavorare come accordatore di pianoforti. La sua attività successiva fu quella di pittore a cui affiancò da sempre quella di poeta. Solo in seguito alla sua laurea in sociologia ampliò i suoi orizzonti che a quel punto comprendevano attività diverse come l'occultismo, l'ipnosi, le scienze mediche alternative.
Come pittore ha svolto la sua attività cambiando spesso l'indirizzo della sua arte e utilizzando vari linguaggi che vanno dal figurativo delle sue opere di fine anni 50 presentate tra l'altro all’XI edizione del premio Suzzara del 1958, ad un'arte degli anni successivi che mirava alla rielaborazione della materia con il recupero di oggetti rifiutati e l’uso di prodotti industriali per arrivare, nei pieni anni 60 ad un'arte che è da ascrivere all’arte concreta per la volontà di utilizzare l’effetto plastico della stoffa incollata.
Infatti i suoi quadri della metà degli anni 60 divennero, grazie all’uso di stoffe piegate e inserite su fondi carichi di colori pastosi monocromi e bicromi, quasi scultoree. Come scrive il critico Enotrio Mastrolonardo nel 1963, "Nell’opera di Bendinelli, dunque, la plasticità della visione ha un'importanza fondamentale, in quanto chè è proprio da essa che scaturisce quella terza dimensione, che in pittura si ottiene per effetto ottico, attraverso il chiaroscuro prospettico, e nella scultura per mezzo dello spazio volumetrico"; in lui vi è quindi una originale ricerca degli effetti plastici della tela sulla scia delle avanguardie del periodo.
In seguito la sua opera tornerà a riprodurre immagini mentali proprie di un personale figurativo astratto.

## Altre attività
Intensa fu anche la sua attività di poeta e di critico letterario, attività letteraria per cui conseguì alcuni premi. Tra i testi poetici da lui scritti si ricordano Momenti Sparsi, Il segno di prima, Anelli d’infinito, Poesie di un viaggio, Illusi Dei, Trascorse Voci : ricordo della Rocca di Soragna, Paesaggi Ancestrali, Isola di me stesso.
I suoi diversi interessi lo portarono anche a scrivere opere su argomenti quali l’agopuntura, l’occultismo ecc. tra i libri pubblicati:
Il pendolo magico, A me gli occhi sulla ipnosi, l'agopuntura, Manuale pratico di radiestesia, Cento oracoli per vivere meglio.

## Mostre
Ebbe un'intensa attività espositiva che si protrasse dal 1958 al 1987 tra le principali mostre e premi occorre ricordare:
Nel 1958 la partecipazione all’XI° edizione del premio Suzzara con le opere La fonderia, Le raffinerie, nel 1959 la vittoria al premio Bovisa, nel 1962 la partecipazione al premio Sicilia Industria, nel 1962 la partecipazione alla prima edizione del premio Marguttiana, nel 1962 la partecipazione alla mostra Panorama della Giovane Pittura Italiana a cura dell'EIDAC, nel 1963 la partecipazione alla biennale internazionale di pittura di Macerata, la partecipazione alle edizioni del 1965 e del 1966 della Rassegna internazionale d'arte G. B. Salvi, la partecipazione nel 1966 alla III° Mostra d'arte contemporanea a Milano al Palazzo Reale, la partecipazione a varie edizioni del premio Bice Bugatti dove vinse il I° premio nel 1969 e il premio Giovanni Segantini nel 1972 e dove aveva già ottenuto un riconoscimento durante la prima edizione del 1959, nel 1975 la partecipazione alla mostra mercato arte figurativa di Pesaro.
Nel 2005 il comune di Cologno Monzese gli ha dedicato una restrospettiva che si è tenuta a Villa Besozzi Casati

## Opere (parziale)

### Poesia
- Momenti Sparsi, Edizioni della Flora, Milano 1969;
- Il segno di prima: poesie 1968-1972, ed. La Prora, Milano 1973;
- anelli d’infinito, ed. Carpena, Sarzana 1978;
- Indefinite arsure: Poesie di un Viaggio: 1978, ed. Carpena, 1982;
- Illusi Dei ed. La Prora, Milano 1985;
- Trascorse voci: ricordo della Rocca di Soragna, ed. Anthropos, Torino 1989;
- Paesaggi Ancestrali, in controcampo, aprile 1989;
- Isola di me stesso, edizioni Lorenzo collana Augustus, 1991;

### Altri testi
- Il pendolo magico, ed. Campironi, Milano 1974;
- A me gli occhi, Campironi editore, MIlano 1974;
- L'agopuntura, Campironi editore, MIlano 1975;
- Manuale pratico di radiestesia, ed. Albero, Milano 1992;
- Cento oracoli per vivere meglio, ed. lorenzo, 1990.